# Черных, Акулина Михайловна
Акулина Михайловна Черных (29 июня 1904, село Нижняя Катуховка, Воронежский уезд, Воронежская губерния, Российская империя — 13 октября 1988, Панино, Воронежская область, РСФСР, СССР) — колхозница, звеньевая колхоза «На новые рельсы», Герой Социалистического Труда (1948). Депутат Верховного Совета СССР 2 созыва (1946—1950). Депутат Верховного Совета РСФСР 3 и 4 созывов (1951—1959).

## Биография
Родилась 29 июня 1904 года в крестьянской семье в селе Нижняя Катуховка Воронежской губернии (сегодня — Новоусманский район Воронежской области). В 1930 году вступила в колхоз «На новые рельсы». Первоначально работала рядовой колхозницей, позднее была назначена звеньевой свекловодческого звена. Позднее работала в колхозе «Россия» до выхода на пенсию в 1959 году.
В 1947 году свекловодческое звено под руководством Акулины Черных собрало с участка площадью 2 гектара по 707,5 центнеров сахарной свеклы. За этот доблестный труд она была удостоена в 1948 году звания Героя Социалистического Труда.
Участвовала во всесоюзной выставке ВДНХ. В 1959 году вышла на пенсию и проживала в посёлке Панино Воронежской области. Скончалась 30 октября 1988 года и была похоронена на кладбище в посёлке Панино.

## Память
- В посёлке Панино на Аллее Героев установлен бюст Акулины Черных.

## Награды
- Герой Социалистического Труда — указом Президиума Верховного Совета СССР от 18 января 1948 года;
- Орден Ленина (1948);
- Орден Трудового Красного Знамени;
- Большая золотая медаль ВДНХ (1955).